# Typosyllis kerguelensis
Typosyllis kerguelensis är en ringmaskart som beskrevs av Averincev 1972. Typosyllis kerguelensis ingår i släktet Typosyllis och familjen Syllidae. Inga underarter finns listade i Catalogue of Life.